# Galerucella philippinensis
Galerucella philippinensis es una especie de insecto coleóptero de la familia Chrysomelidae.
Fue descrita científicamente en 1859 por Boheman.